# Акоп Крымеци
Акоп Крымеци (арм. Հակոբ Ղրիմեցի; 1360-е, Старый Крым — 1426, Ципнаванк, Битлис) — армянский учёный, календаревед, искусствовед, истолкователь, философ и грамматик XIV—XV веков.

## Биография
Родился в Крыму, в городе Сурхат (Старый Крым), в 60-х годах XIV века. Начальное образование получил в местной крымской школе, потом переехал в Армению, в Ерзнку. В 1386—89 годах учился под руководством Геворга Ерзнкаци, сначала в школе Авагванка, потом в монастыре Капос. После окончания учёбы стал преподавать там же. В 1389 году для учащихся Капоса переписывает учебные пособия, оставив на полях рукописи объяснительные записки. По просьбе Геворга Ерзнкаци готовит учебник на основе его лекций, и одно календарное пособие, впервые после Ованеса Саркавага возвращаясь к вопросам, посвящённым армянскому церковному календарю. Считал календароведение "не только философией или просто богословием, а гармоничным сочетанием этих двух наук". В 1410 году, по приглашению Григора Хлатеци, переезжает в монастырь Мецоп, к северу от озера Ван. В 1415 году, по поручительству Товмы Мецопеци, составил краткую редакцию двухтомной «Книги проповедей» Григора Татеваци. В 1416 году написал своё самое известное сочинение — «Истолкование календаря», ставший самым обширным и всеобъемлющим календарным трудом в армянской литературе. В труде Акоп обстоятельно описывает движения Солнца, Луны, звёзд и даёт правильные научные объяснения их, причём в вычислениях лунных циклов Крымеци сильно отличается от предшествующих армянских толкователей календаря. В начале сочинения Акоп обосновывает необходимость знаний четырёх точных наук для изучения календарных систем. Помимо важнейших космографических данных, «Толкование календаря» содержит сведения о состоянии науки в средневековой Армении, об армянских народных инструментах и музыке, в ней, в частности, подробно описывается игра на многострунных музыкальных инструментах кнар (10 струн), сантур (40 струн), канон (70 струн)  и арканон (100 струн). «Истолкование календаря», как и другой труд Крымеци — «О природе», долгое время использовались как учебные пособия в армянских школах.  Преподавал также искусство письма, занимался грамматикой. В своих трудах касался и вопросов естествознания, считал природу сочетанием четырёх основных элементов — 
- невоодушевлённых предметов, которые только существуют,
- растений, которые не только существуют, но и живут,
- животных, которые существуют, живут и чувствуют,
- людей, которые ко всему прочему ещё и думают.[16]

Умер в 1426 году в монастыре Ципна. Многие сочинения Крымеци дошли до нас в авторской рукпоиси и хранятся в Ереване и Санкт-Петербурге.

## Сочинения
- «Толкование календаря» (арм. «Մեկնութիւն տոմարի»)
- «О календарной науке» (арм. «Յաղագս տոմարական մակացութեան»)
- «Ради всеобщей пользы» (арм. «Ի խնդրոյ հասարակաց օգտի»)
- «О природе» (арм. «Յաղագս բնութեան»)
- «О родственниках» (арм. «Յաղագս ազգականութեան»)
- «О брачном союзе» (арм. «Յաղագս պսակի ամուսնացելոյ»)
- «Просьба учителя Геворга и её послушное исполнение учеником Акопом» (арм. «Հարցումն Գէօրգէայ րաբունապետի և ծառայաբար կատարումն Յակոբոյ աշակերտի»)
- «Об остром и облегчённом ударениях»[2] (арм. «Յաղագս շեշտի և պարուկի»)[20]